# Park Shin-hye
Park Shin-hye (박신혜), född 18 februari 1990 i Gwangju, är en sydkoreansk skådespelerska och sångerska.
Hon gjorde sin debut som skådespelare i TV-serien Stairway to Heaven år 2003 och har sedan dess haft ledande roller i flera sydkoreanska TV-draman och filmer. Som sångerska har hon också spelat in OST till flera produktioner som hon medverkat i.

## Filmografi

### Filmer
| År   | Titel                      | Roll                |
| ---- | -------------------------- | ------------------- |
| 2006 | Love Phobia                | Byeon-ja            |
| 2007 | Evil Twin                  | So-yeon/Hyo-jin     |
| 2010 | Cyrano Agency              | Min-yeong           |
| 2012 | Waiting for Jang Joon-hwan | Shin-hye            |
| 2013 | Miracle in Cell No. 7      | Ye-seung            |
| 2013 | One Perfect Day            | Eun-hee             |
| 2014 | The Royal Tailor           | Queen               |
| 2015 | The Beauty Inside          | Woo-jin (cameoroll) |
| 2016 | My Annoying Brother        | Lee Soo-hyun        |
| 2017 | Silent Witness             | Choi Hee-jung       |

### TV-serier
| År   | Titel                                | Kanal   | Roll                     |
| ---- | ------------------------------------ | ------- | ------------------------ |
| 2003 | Stairway to Heaven                   | SBS     | Han Jung-suh             |
| 2004 | If Wait for the Next Train Again     | KBS     | Yeong Ran-ui             |
| 2004 | Not Alone                            | SBS     | dotter                   |
| 2005 | Cute or Crazy                        | SBS     | sig själv                |
| 2005 | One Fine Day                         | MBC     | Hee Kyeong               |
| 2006 | Seoul 1945                           | KBS1    | Choi Geum-hee            |
| 2006 | Tree of Heaven                       | SBS     | Hana                     |
| 2006 | Bicheonmu                            | SBS     | A Li Shui (Arisu)        |
| 2007 | Prince Hours                         | MBC     | Shin Sae-ryung           |
| 2007 | Several Questions That Make Us Happy | KBS2    | Hyun-ji                  |
| 2007 | Kimcheed Radish Cubes                | MBC     | Jang Sa-ya               |
| 2009 | You're Beautiful                     | SBS     | Go Mi-nam/Go Mi-nyeo     |
| 2010 | My Girlfriend Is a Nine-Tailed Fox   | SBS     | Go Mi-nyeo (cameoroll)   |
| 2010 | High Kick Through The Roof           | MBC     | Hae-ri (cameoroll)       |
| 2011 | Heartstrings                         | MBC     | Lee Gyu-won              |
| 2011 | Hayate the Combat Butler             | FTV     | Xiao Zhi/Sanqianyuan Zhi |
| 2012 | Don't Worry, I'm a Ghost             | KBS2    | Yeon-hwa                 |
| 2012 | The King of Dramas                   | SBS     | cameoroll                |
| 2013 | Flower Boys Next Door                | tvN     | Go Dok-mi                |
| 2013 | Fabulous Boys                        | FTV/GTV | Go Mi-nyeo (cameoroll)   |
| 2013 | The Heirs                            | SBS     | Cha Eun-sang             |
| 2014 | Pinocchio                            | SBS     | Choi In-ha               |
| 2016 | Entertainer                          | SBS     | cameoroll                |
| 2016 | Gogh, The Starry Night               | Sohu    | cameoroll                |
| 2016 | Doctor Crush                         | SBS     | Yoo Hye-jung             |

## Diskografi

### Soundtrack
| År   | Titel                     | Topplacering          | Serie                    |
| År   | Titel                     | Sydkorea (Gaon Chart) | Serie                    |
| ---- | ------------------------- | --------------------- | ------------------------ |
| 2006 | "Love Rain"               | —                     | Tree of Heaven           |
| 2009 | "Lovely Day"              | —                     | You're Beautiful         |
| 2009 | "Without a Word"          | —                     | You're Beautiful         |
| 2010 | "It Was You"              | —                     | Cyrano Agency            |
| 2011 | "The Day We Fall In Love" | —                     | Heartstrings             |
| 2011 | "I Will Forget You"       | —                     | Heartstrings             |
| 2012 | "I Think of You"          | —                     | Music and Lyrics         |
| 2012 | "Memories"                | —                     | Don’t Worry, I’m a Ghost |
| 2013 | "Pitch Black"             | —                     | Flower Boys Next Door    |
| 2013 | "Story"                   | —                     | The Heirs                |
| 2014 | "Love Is Like Snow"       | —                     | Pinocchio                |
| 2015 | "Dreaming a Dream"        | —                     | Pinocchio                |